# Montaure
Montaure és un municipi francès situat al departament de l'Eure i a la regió de Normandia. L'any 2007 tenia 999 habitants.

## Demografia

### Població
El 2007 la població de fet de Montaure era de 999 persones. Hi havia 368 famílies de les quals 80 eren unipersonals (48 homes vivint sols i 32 dones vivint soles), 108 parelles sense fills, 152 parelles amb fills i 28 famílies monoparentals amb fills.
La població ha evolucionat segons el següent gràfic:
Habitants censats

### Habitatges
El 2007 hi havia 413 habitatges, 382 eren l'habitatge principal de la família, 16 eren segones residències i 15 estaven desocupats. 405 eren cases i 6 eren apartaments. Dels 382 habitatges principals, 342 estaven ocupats pels seus propietaris, 34 estaven llogats i ocupats pels llogaters i 6 estaven cedits a títol gratuït; 2 tenien una cambra, 12 en tenien dues, 41 en tenien tres, 107 en tenien quatre i 220 en tenien cinc o més. 309 habitatges disposaven pel capbaix d'una plaça de pàrquing. A 134 habitatges hi havia un automòbil i a 228 n'hi havia dos o més.

### Piràmide de població
La piràmide de població per edats i sexe el 2009 era:
| Homes | Edats   | Dones |
| ----- | ------- | ----- |
| 0     | 95 o +  | 0     |
| 0     | 90 a 94 | 4     |
| 0     | 85 a 89 | 0     |
| 12    | 80 a 84 | 12    |
| 8     | 75 a 79 | 8     |
| 8     | 70 a 74 | 20    |
| 12    | 65 a 69 | 12    |
| 12    | 60 a 64 | 16    |
| 4     | 55 a 59 | 8     |
| 52    | 50 a 54 | 32    |
| 64    | 45 a 49 | 64    |
| 64    | 40 a 44 | 52    |
| 64    | 35 a 39 | 60    |
| 16    | 30 a 34 | 28    |
| 28    | 25 a 29 | 16    |
| 36    | 20 a 24 | 12    |
| 72    | 15 a 19 | 52    |
| 60    | 10 a 14 | 52    |
| 24    | 5 a 9   | 36    |
| 28    | 0 a 4   | 24    |

## Economia
El 2007 la població en edat de treballar era de 712 persones, 546 eren actives i 166 eren inactives. De les 546 persones actives 510 estaven ocupades (289 homes i 221 dones) i 36 estaven aturades (16 homes i 20 dones). De les 166 persones inactives 48 estaven jubilades, 67 estaven estudiant i 51 estaven classificades com a «altres inactius».

### Ingressos
El 2009 a Montaure hi havia 379 unitats fiscals que integraven 1.028,5 persones, la mediana anual d'ingressos fiscals per persona era de 23.026 €.

### Activitats econòmiques
Dels 28 establiments que hi havia el 2007, 1 era d'una empresa alimentària, 1 d'una empresa de fabricació d'altres productes industrials, 10 d'empreses de construcció, 5 d'empreses de comerç i reparació d'automòbils, 1 d'una empresa de transport, 1 d'una empresa d'informació i comunicació, 1 d'una empresa immobiliària, 3 d'empreses de serveis, 2 d'entitats de l'administració pública i 3 d'empreses classificades com a «altres activitats de serveis».
Dels 12 establiments de servei als particulars que hi havia el 2009, 1 era una oficina de correu, 1 taller de reparació d'automòbils i de material agrícola, 1 paleta, 2 guixaires pintors, 2 fusteries, 1 lampisteria, 2 electricistes, 1 agència immobiliària i 1 saló de bellesa.
Dels 2 establiments comercials que hi havia el 2009, 1 era una botiga de menys de 120 m² i 1 una botiga d'electrodomèstics.
L'any 2000 a Montaure hi havia 9 explotacions agrícoles.

## Equipaments sanitaris i escolars
El 2009 hi havia una escola elemental.

## Poblacions més properes
El següent diagrama mostra les poblacions més properes.